# Гроталие
Грота̀лие (на италиански: Grottaglie, на местен диалект li Vurtagghje, ли Вуртагйе) е град и община в Южна Италия, провинция Таранто, регион Пулия. Разположен е на 133 m надморска височина. Населението на града е 32 827 души (към 28 февруари 2010).